# Vuelta a Andalucía 1993
La Vuelta a Andalucía 1993, trentanovesima edizione della corsa ciclistica, si svolse dal 2 al 7 febbraio 1993 su un percorso di 705 km ripartiti in 6 tappe. Fu vinta dallo spagnolo Julián Gorospe della Banesto davanti al belga Edwig Van Hooydonck e all'australiano Neil Stephens.

## Tappe
| Tappa  | Data       | Percorso                                                              | km  | Vincitore di tappa | Leader cl. generale |
| ------ | ---------- | --------------------------------------------------------------------- | --- | ------------------ | ------------------- |
| 1ª     | 2 febbraio | Chiclana de la Frontera > Chiclana de la Frontera (cron. individuale) | 8.9 | Juan Llaneras      | Juan Llaneras       |
| 2ª     | 3 febbraio | Algeciras > Torremolinos                                              | 139 | Wilfried Nelissen  | Juan Llaneras       |
| 3ª     | 4 febbraio | Loja > Jaén                                                           | 139 | Jo Planckaert      | Juan Llaneras       |
| 4ª     | 5 febbraio | Huelma > El Ejido                                                     | 174 | Sammie Moreels     | Julián Gorospe      |
| 5ª     | 6 febbraio | Almerimar > Motril                                                    | 128 | Maurizio Fondriest | Julián Gorospe      |
| 6ª     | 7 febbraio | Almuñécar > Granada                                                   | 116 | Frans Maassen      | Julián Gorospe      |
| Totale | Totale     | Totale                                                                | 705 |                    |                     |

## Dettagli delle tappe

### 1ª tappa
- 2 febbraio: Chiclana de la Frontera > Chiclana de la Frontera (cron. individuale) – 8,9 km

| Pos. | Corridore             | Squadra     | Tempo  |
| ---- | --------------------- | ----------- | ------ |
| 1    | Juan Llaneras Rosello | ONCE        | 11'06" |
| 2    | Julián Gorospe        | Banesto     | a 3"   |
| 3    | Edwig Van Hooydonck   | Wordperfect | a 4"   |

| Pos. | Corridore             | Squadra | Tempo |
| ---- | --------------------- | ------- | ----- |
| 1    | Juan Llaneras Rosello | ONCE    |       |

### 2ª tappa
- 3 febbraio: Algeciras > Torremolinos – 139 km

| Pos. | Corridore         | Squadra  | Tempo    |
| ---- | ----------------- | -------- | -------- |
| 1    | Wilfried Nelissen | Novemail | 4h28'24" |
| 2    | Uwe Raab          | Telekom  | s.t.     |
| 3    | Olaf Ludwig       | Telekom  | s.t.     |

| Pos. | Corridore             | Squadra | Tempo |
| ---- | --------------------- | ------- | ----- |
| 1    | Juan Llaneras Rosello | ONCE    |       |

### 3ª tappa
- 4 febbraio: Loja > Jaén – 139 km

| Pos. | Corridore         | Squadra     | Tempo    |
| ---- | ----------------- | ----------- | -------- |
| 1    | Jo Planckaert     | Novemail    | 5h01'45" |
| 2    | Wilfried Nelissen | Novemail    | s.t.     |
| 3    | Sammie Moreels    | Lotto-Caloi | s.t.     |

| Pos. | Corridore             | Squadra | Tempo |
| ---- | --------------------- | ------- | ----- |
| 1    | Juan Llaneras Rosello | ONCE    |       |

### 4ª tappa
- 5 febbraio: Huelma > El Ejido – 174 km

| Pos. | Corridore      | Squadra     | Tempo    |
| ---- | -------------- | ----------- | -------- |
| 1    | Sammie Moreels | Lotto-Caloi | 4h49'06" |
| 2    | Asiat Saitov   | Kelme       | s.t.     |
| 3    | Nico Verhoeven | Novemail    | s.t.     |

| Pos. | Corridore      | Squadra | Tempo |
| ---- | -------------- | ------- | ----- |
| 1    | Julián Gorospe | Banesto |       |

### 5ª tappa
- 6 febbraio: Almerimar > Motril – 128 km

| Pos. | Corridore          | Squadra      | Tempo    |
| ---- | ------------------ | ------------ | -------- |
| 1    | Maurizio Fondriest | Lampre-Polti | 3h14'28" |
| 2    | Asiat Saitov       | Kelme        | s.t.     |
| 3    | Neil Stephens      | ONCE         | s.t.     |

| Pos. | Corridore      | Squadra | Tempo |
| ---- | -------------- | ------- | ----- |
| 1    | Julián Gorospe | Banesto |       |

### 6ª tappa
- 7 febbraio: Almuñécar > Granada – 116 km

| Pos. | Corridore          | Squadra      | Tempo    |
| ---- | ------------------ | ------------ | -------- |
| 1    | Frans Maassen      | Wordperfect  | 3h03'10" |
| 2    | Erik Zabel         | Telekom      | s.t.     |
| 3    | Maurizio Fondriest | Lampre-Polti | s.t.     |

| Pos. | Corridore           | Squadra     | Tempo     |
| ---- | ------------------- | ----------- | --------- |
| 1    | Julián Gorospe      | Banesto     | 20h48'03" |
| 2    | Edwig Van Hooydonck | Wordperfect | a 1"      |
| 3    | Neil Stephens       | ONCE        | s.t.      |

## Classifiche finali

### Classifica generale
| Pos. | Corridore              | Squadra          | Tempo     |
| ---- | ---------------------- | ---------------- | --------- |
| 1    | Julián Gorospe         | Banesto          | 20h48'03" |
| 2    | Edwig Van Hooydonck    | Wordperfect      | a 1"      |
| 3    | Neil Stephens          | ONCE             | s.t.      |
| 4    | Aitor Garmendia        | Banesto          | a 3"      |
| 5    | Tom Cordes             | Amaya Seguros    | a 5"      |
| 6    | Francisco Cabello      | Kelme-Xacobeo 93 | a 12"     |
| 7    | Antonio Sanchez Garcia | Amaya Seguros    | a 18"     |
| 8    | Juan Rodrigo Arenas    | Kelme-Xacobeo 93 | a 19"     |
| 9    | Dimitri Zhdanov        | Novemail-Histor  | a 23"     |
| 10   | José Luis Villanueva   | Clas-Cajastur    | s.t.      |